# Kootenay Central (circonscription britanno-colombienne)
Pour les articles homonymes, voir Kootenay.
Circonscription électorale provinciale du Canada
Kootenay Central (auparavant Nelson-Creston (1933-2024)) est une circonscription provinciale de la Colombie-Britannique représentée à l'Assemblée législative de la Colombie-Britannique depuis 1933.

## Géographie
Lors de l'élection de 2020, la circonscription est située dans le sud-est de la province et borde la frontière canado-américaine. représentait les villes de Nelson, Creston, Salmo et Kaslo (en) dans le District régional de Central Kootenay.

## Liste des députés
| Législature                    | Années                         | Député                         | Député                         | Parti                          |
| Nelson-Creston Issue de Nelson | Nelson-Creston Issue de Nelson | Nelson-Creston Issue de Nelson | Nelson-Creston Issue de Nelson | Nelson-Creston Issue de Nelson |
| ------------------------------ | ------------------------------ | ------------------------------ | ------------------------------ | ------------------------------ |
| 18e                            | 1933–1937                      |                                | Frank Putnam                   | Libéral                        |
| 19e                            | 1937–1941                      |                                | Frank Putnam                   | Libéral                        |
| 20e                            | 1941–1945                      |                                | Frank Putnam                   | Libéral                        |
| 21e                            | 1945–1949                      |                                | Frank Putnam                   | Coalition                      |
| 22e                            | 1949–1952                      |                                | Walter Hendricks               | Coalition                      |
| 23e                            | 1952–1953                      |                                | Wesley Drewett Black           | Créditiste                     |
| 24e                            | 1953–1956                      |                                | Wesley Drewett Black           | Créditiste                     |
| 25e                            | 1956–1960                      |                                | Wesley Drewett Black           | Créditiste                     |
| 26e                            | 1960–1963                      |                                | Wesley Drewett Black           | Créditiste                     |
| 27e                            | 1963–1966                      |                                | Wesley Drewett Black           | Créditiste                     |
| 28e                            | 1966–1969                      |                                | Wesley Drewett Black           | Créditiste                     |
| 29e                            | 1969–1972                      |                                | Wesley Drewett Black           | Créditiste                     |
| 30e                            | 1972–1975                      |                                | Lorne Nicolson                 | Néo-démocrate                  |
| 31e                            | 1975–1979                      |                                | Lorne Nicolson                 | Néo-démocrate                  |
| 32e                            | 1979–1983                      |                                | Lorne Nicolson                 | Néo-démocrate                  |
| 33e                            | 1983–1986                      |                                | Lorne Nicolson                 | Néo-démocrate                  |
| 34e                            | 1986–1991                      |                                | Howard Dirks                   | Créditiste                     |
| 35e                            | 1991–1996                      |                                | Corky Evans                    | Néo-démocrate                  |
| 36e                            | 1996–2001                      |                                | Corky Evans                    | Néo-démocrate                  |
| 37e                            | 2001–2005                      |                                | Blair Suffredine               | Libéral                        |
| 38e                            | 2005–2009                      |                                | Corky Evans                    | Néo-démocrate                  |
| 39e                            | 2009–2013                      |                                | Michelle Mungall (en)          | Néo-démocrate                  |
| 40e                            | 2013–2017                      |                                | Michelle Mungall (en)          | Néo-démocrate                  |
| 41e                            | 2017–2020                      |                                | Michelle Mungall (en)          | Néo-démocrate                  |
| 42e                            | 2020–....                      |                                | Brittny Anderson (en)          | Néo-démocrate                  |
| Kootenay Central               |                                |                                |                                |                                |
| 43e                            | 2020–en cours                  |                                | Brittny Anderson (en)          | Néo-démocrate                  |